# Nekrolog
Nekrolog (srednjovj. lat. necrologium, od nekro- + -log) posveta pokojniku u obliku zapisa, radijske ili televizijske emisije, članka u tiskovini, nadgrobnoga natpisa (epitafa), umjetničkog djela ili nekog drugog oblika (spomendana, podizanja spomenika ili sl.), često ovisno i o zanimanju posvećenika. Nekrolog se odnosi i na posmrtni govor pri ukopu pokojnika, dok u pravno-zakonodavnom smislu označava i popise tj. knjige (matice) umrlih.
Za znanstvenike su nekrolozi uobičajeni u obliku članaka posvete (»u spomen«, lat. in memoriam) u relevantnom znanstvenom ili stručnom časopisu. Kod umjetnika nekrolozi uglavnom predstavljaju umjetničko djelo posvećeno pokojniku, najčešće djelo učenika ili umjetnika nadahnutog ili usmjerenog pokojnikovim naučavanjem ili djelovanjem.